# Phyllis Whitney
Pour l’article homonyme, voir Whitney.
Phyllis Ayame Whitney (9 septembre 1903, Yokohama - 8 février 2008, Faber, Virginie) est une femme de lettres américaine auteur de romans à suspense. Rares en leur genre, ses romans s'adressent à la fois un public jeune et adulte. Un critique du New York Times l'a surnommée « la reine des gothiques américains ». Elle signe ses textes Phyllis Whitney ou Phyllis A. Whitney.

## Biographie
Née au Japon, à Yokohama, de parents américains, elle passe ses jeunes années en Asie, où son père meurt en 1918.  Sa mère et elle reviennent alors en Amérique. Amorcées dans des établissements européens et américains implantés en Asie, ses études sont complétées en 1924 aux États-Unis, la jeune Phyllis ayant d'abord fréquenté une école de San Antonio, au Texas, où meurt sa mère, puis à Chicago, où sa tante l'a recueillie. Elle épouse en 1925 George A. Garner, dont elle divorce en 1945.  Elle se remarie en 1950 avec Lovell F. Jahnke, qui décèdera en 1973. 
En 1941, Phillis Whitney enseigne la danse pendant un an, au Texas, mais le succès de A Place for Ann (1941), son premier ouvrage de littérature d'enfance et de jeunesse, la convainc de se lancer dans l'écriture. Elle publie pendant sa longue carrière plus de soixante-dix romans, dont une bonne moitié de romans policiers destinés aux adultes, qui appartiennent au sous-genre des suspenses sentimentaux. En 1961, The Mystery of the Haunted Pool remporte le prix Edgar-Allan-Poe de la part des Mystery Writers of America dans la catégorie du meilleur roman pour la jeunesse, puis elle récidive en 1964 avec The Mystery of the Hidden Hand. En 1988, les MWA la récompensent pour l'ensemble de son œuvre avec le Grand Master Award. 
Elle meurt d'une pneumonie, le 8 février 2008, à l'âge de 104 ans.

## Œuvre

### Romans policiers
- Red is for Murder ou The Red Carnelian (1943) Publié en français sous le titre Temps mort pour un boléro, Paris, Éditions Mondiales, coll. Intimité no 287, 1970
- The Quicksilver Pool (1955) Publié en français sous le titre La Peur du passé, Paris, Éditions de Trévise, 1974 ; réédition, Paris, Pocket no 1631, 1978
- The Trembling Hills (1956) Publié en français sous le titre Un feu dévorant, Paris, Éditions de Trévise, coll. Stendhal, 1964
- Skye Cameron (1957) Publié en français sous le titre Vent d'orage, Paris, Éditions Mondiales, coll. Intimité no 267, 1968
- The Moonflower (1958) Publié en français sous le titre Le Fantôme blanc de Kyoto, Paris, Éditions de Trévise, 1967
- Thunder Heights (1960)
- Blue Fire (1960)
- Window on the Square (1962) Publié en français sous le titre Une fenêtre sur la place, Paris, Éditions de Trévise, coll. Stendhal, 1965
- Seven Tears for Apollo (1963) Publié en français sous le titre Sept larmes tu verseras, Paris, Éditions Mondiales, coll. Intimité no 274, 1969
- Black Amber (1964)
- Sea Jade (1965) Publié en français sous le titre Le Chemin le plus long, Paris, Éditions de Trévise, 1966
- Columbella (1966) Publié en français sous le titre Columbella, Paris, Éditions de Trévise, 1966
- Silverhill (1967) Publié en français sous le titre Silverhill, Paris, Éditions de Trévise, 1970
- Hunter's Green (1968) Publié en français sous le titre L'Échiquier vert, Paris, Éditions de Trévise, 1971
- The Winter People (1969) Publié en français sous le titre Un amour d'hiver, Paris, Éditions de Trévise, 1972 ; réédition, Paris, Pocket no 1691, 1978
- Lost Island (1970) Publié en français sous le titre L'Île secrète, Paris, Presses de la Cité, 1973
- Listen for the Whisperer (1972) Publié en français sous le titre Symphonie norvégienne, Paris, Presses de la Cité, 1973
- Snowfire (1973) Publié en français sous le titre Les Arbres morts, Paris, Del Duca, coll. Romance et Mystère, 1975
- The Turquoise Mask (1974) Publié en français sous le titre Le Masque de turquoise, Paris, Albin Michel, 1975 ; réédition, Paris, J'ai lu no 1541, 1983
- Spindrift (1975) Publié en français sous le titre Embruns, Paris, J'ai lu no 1610, 1984
- The Golden Unicorn (1976) Publié en français sous le titre La Licorne d'or, Paris, Albin Michel, 1978
- The Stone Bull (1977) Publié en français sous le titre Le Taureau de pierre, Paris, Albin Michel, 1981 ; réédition, Paris, J'ai lu no 1809, 1985
- The Glass Flame (1978)
- Domino (1979) Publié en français sous le titre Domino, Paris, Albin Michel, 1983
- Poinciana (1980)
- Vermilion (1981)
- Emerald (1983)
- Rainsong (1984)
- Dream of Orchids (1985)
- Flaming Tree (1986)
- Silversword (1987)
- Feather on the Moon (1988)
- Rainbow in the Mist (1989)
- The Singing Stones (1990)
- Woman Without a Past (1991)
- The Ebony Swan (1992)
- Star Flight (1993)
- Daughter of the Stars (1994)
- Amethyst Dreams (1997)

### Ouvrages de littérature d'enfance et de jeunesse
- A Place for Ann (1941)
- A Star for Jenny (1942)
- A Window for Julie (1943)
- The Silver Inkwell (1945)
- Willow Hill (1947)
- Ever After (1948)
- The Mystery of the Gulls (1949)
- Linda's Homecoming (1950)
- The Island of Dark Woods ou Mystery of the Stange Traveler (1951)
- Love Me, Love Me Not (1952)
- Stop to the Music (1953)
- Mystery of the Black Diamonds ou Black Diamonds (1954)
- A Long Time Coming (1954)
- Mystery on the Island Skye (1955)
- The Fire and the Gold (1956)
- The Highest Dream (1956)
- Mystery of the Green Cat (1957)
- Secret of the Samurai Sword (1958)
- Creole Holiday (1959)
- Mystery of the Haunted Pool (1960)
- Secret of the Tiger's Eye (1961)
- Mystery of the Golden Horn (1962)
- Mystery of the Hidden Hand (1963)
- Secret of the Emerald Star (1964)
- Mystery of the Angry Idol (1965)
- Secret of Goblin Glen (1968)
- The Mystery of the Crimson Ghost (1969)
- Secret of the Missing Footprint (1969)
- The Vanishing Scarecrow (1971)
- Nobody Likes Trina (1972)
- Mystery of the Scrowling Boy (1973)
- Secret of Haunted Mesa (1975)
- Secret of the Stone Face (1977)

### Nouvelles
- Grease Paint (1932)
- Gallant Rogue (1933)
- Cornflower Blue (1934)
- Clinging Vine - 1935 (1935)
- Her G-Man (1935), nouvelle signée Gloria Garner
- Kiss and Apologize (1937)
- Five Dogs and a Man (1938)
- Love Goes On (1939)
- To Romance by Bus (1940)
- Come to Me Tonight (1941)
- How Do You Love? (1941)
- Quivering Ground (1942)
- Rainbow in the Mist (1989)

### Autres publications
- Writing Juvenile Fiction (1947)
- Guide to Fiction Writing (1982)

## Prix et distinctions
- Grand Master Award 1988

## Référence
- John M. Reilly, Twentieth Century Crime and Mystery Writers, 2e édition, New York, St. Martin's Press, p. 900-902.